# جیمز ویلیامز (ورزشکار)
جیمز ویلیامز (انگلیسی: James Williams; ۲۸ ژوئیهٔ ۱۸۷۸ – ۲۱ دسامبر ۱۹۲۹) بازیکن هاکی روی چمن اهل بریتانیا بود.